# Zdravkoveț, Gabrovo
Zdravkoveț (în bulgară Здравковец) este un sat în comuna Gabrovo, regiunea Gabrovo,  Bulgaria. 

## Demografie
Componența etnică a satului Zdravkoveț
     Bulgari (96,49%)
     Nicio identificare (3,5%)
     Altele (0%)
La recensământul din 2011, populația satului Zdravkoveț era de 57 locuitori. Din punct de vedere etnic, majoritatea locuitorilor (96,49%) erau bulgari. Pentru 3,5% din locuitori nu este cunoscută apartenența etnică.